# Vrouwenmarathon van Tokio 1980
De Vrouwenmarathon van Tokio 1980 werd gelopen op zondag 16 november 1980. Het was de 2e editie van de Tokyo International Women's Marathon. Aan deze wedstrijd mochten alleen vrouwelijke eliteloopsters deelnemen. De Engelse Joyce Smith kwam als eerste over de streep in 2:30.27.

## Uitslagen
| rang   | naam              | land | tijd    |
| ------ | ----------------- | ---- | ------- |
| Goud   | Joyce Smith       | ENG  | 2:30.27 |
| Zilver | Jacqueline Gareau | CAN  | 2:30.58 |
| Brons  | Gillian Horovitz  | ENG  | 2:40.53 |
| 4      | Allison Roe       | NZL  | 2:42.24 |
| 5      | Chantal Langlacé  | FRA  | 2:43.11 |
| 6      | Jane Robinson     | USA  | 2:46.23 |
| 7      | Janice Arenz      | USA  | 2:47.07 |
| 8      | Sue Krenn         | USA  | 2:48.47 |
| 9      | Nanae Sasaki      | JPN  | 2:52.35 |
| 10     | Minoru Muramoto   | JPN  | 2:52.39 |
| 11     | Mitsue Tanaka     | JPN  | 2:56.12 |
| 12     | Eriko Asai        | JPN  | 3:00.32 |
| 18     | Chie Matsuda      | JPN  | 3:04.30 |

Tokyo International Marathon (alleen mannen)

1981 · 1982 · 1983 · 1984 · 1985 · 1986 · 1987 · 1988 · 1989 · 1990 · 1991 · 1992 · 1993 · 1994 · 1995 · 1996 · 1997 · 1998 · 1999 · 2000 · 2001 · 2002 · 2003 · 2004 · 2005 · 2006

Tokyo International Women's Marathon (alleen vrouwen)

1979 · 1980 · 1981 · 1982 · 1983 · 1984 · 1985 · 1986 · 1987 · 1988 · 1989 · 1990 · 1991 · 1992 · 1993 · 1994 · 1995 · 1996 · 1997 · 1998 · 1999 · 2000 · 2001 · 2002 · 2003 · 2004 · 2005 · 2006 · 2007 · 2008

Tokyo Marathon (beide)

2007 · 2008 · 2009 · 2010 · 2011 · 2012 · 2013 · 2014 · 2015 · 2016 · 2017 · 2018 · 2019 · 2020 · 2021 · 2022 · 2023 · 2024